# 尼基福里夫卡 (多林斯卡區)
48°12′20″N 32°47′20″E / 48.20556°N 32.78889°E
尼基福里夫卡（烏克蘭語：Никифорівка），是烏克蘭中部的村莊，隸屬基洛夫格勒州的克羅皮夫尼茨基區。該村始建於1899年，面積0.45平方公里，海拔高度173米，2001年人口71，人口密度每平方公里157.8人。